# Корниевский, Александр Самойлович
Алекса́ндр Само́йлович Корние́вский (укр. Олександр Самійлович Корнієвський; 21 марта 1889 — 31 января 1988) — советский украинский бандурист.

## Биография
Корниевский родился 21 марта 1889 года в селе Даниловка (ныне Черниговская область) в крестьянской семье. Отец Александра — Самойло Кириллович с 1861 по 1873 год отбывал военную службу на Северном Кавказе. В том же полку служил поручиком Л. Толстой, и они друг друга хорошо знали. В 1896 и 1898 годах Л. Толстой инкогнито, «путевым крестьянином», собирал материал для своих произведений о жизни малоземельных крестьян и причинах крестьянских волнений на Черниговщине. Писатель дважды гостил у С. Корниевского, который тогда был волостным писарем в городе Мене.
Александр сначала учился в Даниловской начальной школе, затем в министерском училище в Мене. А закончив в 1907 году местное ремесленное училище, стал столяром-краснодеревщиком.
В 1904 году в Киеве украинское музыкальное общество «Боян» организовало концерт бандуриста Т. Пархоменко на усовершенствованной Корниевским бандуре. После концерта слушатели начали интересоваться, где можно заказать бандуру, Пархоменко советовал всем обращаться в Менское ремесленное училище и называл имя молодого мастера А. Корниевского.
Заказчиками его часто были люди состоятельные, следовательно, приходилось учитывать пожелание, чтобы инструмент не только превосходно звучал, но и снаружи имел художественный вид. По совету Н. Лысенко, В. Самийленко и других почитателей бандуры А. Корниевский добавляет подструнки для диезов и бемолей и предаёт бандуре хроматическое звучание, увеличивает диапазон октав с двух до четырёх-пяти. Именно эта, новая, усовершенствованная бандура стала инструментом, на котором можно выполнять любой музыкальное произведение. В 1913 году на Всероссийской выставке бандуры мастер получил бронзовую медаль.
Однако усовершенствованной бандурой были очень недовольны слепые кобзари, которые не могли освоить игру на ней. Их раздражала к тому же концертная деятельность зрячих молодых бандуристов (а среди них всё больше появлялось женщин), заработок их уменьшался.
Летом 1915 года А. Корниевского забрали в армию. С 1915 по 1917 год он был рядовым 4-й роты 149-й Воронежской дружины в Глухове. По его просьбе жена сразу же привезла ему бандуру. Мастер и на фронте не забывал о своём инструменте. Начал давать платные концерты, средства от которых шли в фонд раненых.
Когда началась гражданская война, А. Корниевский вернулся в Мену, а впоследствии переехал в Корюковку. В 1927 году его инструменты экспонировались на окружной выставке в Конотопе. Мастер отвечал на вопросы посетителей, показывал, как звучат его бандуры, играл, пел украинские народные песни. Жюри присудило А. Корниевскому первую премию. Как победителя его послали демонстрировать свои бандуры на республиканскую выставку в Харьков (однако она так и не состоялась).
В Конотопе действовала тогда капелла бандуристов «Возрождение». Проведённая в городе выставка дала толчок изготовлению бандур, кобзарская группа увеличилась до 50 человек. Но уже в 1933 году капелле пришлось самораспуститься. Некоторые из тех бандуристов выступали и после, до конца 50-х годов.
Из-за непомерных налогов и угрозы ареста Корниенко ещё в 1929 году пришлось уехать в Лохвицу. В 1937 году репрессировали сначала сыновей мастера, Леонида и Александра, а вскоре и его самого. Всех без суда сослали в дальневосточные лагеря. Трагическая судьба постигла и других членов семьи: дочь Вера погибла в блокадном Ленинграде, а жену, Е. Корниевскую, в 1943 году фашисты сожгли в Корюковке в собственном доме. Тогда сгорела и большая коллекция украинских народных музыкальных инструментов, которые мастер изготовил по старинным образцам.
А. Корниевский и в лагере смастерил себе бандуру. После освобождения в связи со смертью Сталина по дороге в Бийск в поезде и на вокзалах Корниевский иногда доставал её и начинал играть. Такого в Сибири не видели. Мелодии украинских песен собирали вокруг бандуриста людей. Милиция проверяла документы, но лагерная справка свидетельствовала, что бандура изготовлена вручную.
Через несколько лет мастер отправился на Украину. В 1961 году купил в Корюковке дом, а в следующем году переселился в родные места. Работал и в последующие два десятилетия. Последнюю свою 180-ю двухгрифную бандуру «Юбилейную» сделал в 1980 году, в возрасте 90 лет. Последние годы жизни мастера были особо тяжкие: ревматизм сковал пальцы, не давая возможности сыграть на любимом инструменте.
Умер А. Корниевский 31 января 1988 года на 99 году жизни. Значительную часть своей жизни А. Корниевский прожил в Корюковке.
Среди учеников Корниевского был Исаак Левит, бандурист из Слобожанщины.

## Память
Сейчас в Корюковке открыта мемориальная комната А. Корниевского, его именем названа улица. Музыкальные инструменты мастера известны далеко за пределами Украины. Автор их подписывал и датировал, поэтому их легко отыскать среди музейных коллекций. Наибольшее количество их находится в Музее кобзарства Крыма и Кубани (благодаря художественному руководителю капеллы бандуристов Алексею Нырку), Черниговском историческом музее имени В. Тарновского, мемориальной комнате Корниевского в Корюковке и Музее народной архитектуры и быта Украины (Киев). В этой последней коллекции семь бандур мастера. Старейшая из них датирована 1912 годом.
В историю украинской культуры Александр Корниевский вошёл как выдающийся мастер музыкальных инструментов (прежде всего бандур) и как художник-оформитель (украшал свои изделия резьбой, интарсией, инкрустацией, рисунками). Однако его исполнительское мастерство никак не зафиксировано.